# Leptodactylidae
Leptodactylidae (Werner, 1896) è una famiglia di anfibi dell'ordine degli Anuri, presenti nel sud del Texas, nel Sonora (stato del Messico), nel nord delle Antille e nel sud del Brasile.

## Tassonomia
La famiglia comprende 231 specie raggruppate in 13 generi e 3 sottofamiglie, più una specie incertae sedis:
- "Leptodactylus" ochraceus Lutz, 1930
- Sottofamiglia Leiuperinae Bonaparte, 1850 (101 sp.)
  - Edalorhina Jiménez de la Espada, 1870
  - Engystomops Jiménez de la Espada, 1872
  - Physalaemus Fitzinger, 1826
  - Pleurodema Tschudi, 1838
  - Pseudopaludicola Miranda-Ribeiro, 1926
- Sottofamiglia Leptodactylinae Werner, 1896 (115 sp.)
  - Adenomera Steindachner, 1867
  - Hydrolaetare Gallardo, , 1963
  - Leptodactylus Fitzinger, 1826
  - Lithodytes Fitzinger, 1843
- Sottofamiglia Paratelmatobiinae Pyron and Wiens, 2011 (14 sp.)
  - Crossodactylodes Cochran, 1938
  - Paratelmatobius Lutz and Carvalho, 1958
  - Rupirana Heyer, 1999
  - Scythrophrys Lynch, 1971